# Coll d'en Ce
El Coll d'en Ce és una collada situada a 1.472,5 m alt del límit dels termes comunals de Prats de Molló i la Presta i del Tec, a la comarca del Vallespir (Catalunya del Nord). És en el sector nord-occidental del terme del Tec, al sud-oest de la Llau, del Tec, i al nord del Mas Guillem Pou, de Prats de Molló. Hi passen camins i pistes rurals.